# Klavulansyra
Klavulansyra är en beta-laktam strukturellt relaterad till penicilliner och innehar förmåga att inaktivera en mängd beta-laktamaser genom att blockera de aktiva ställena hos dessa enzymer. Klavulansyra är särskilt aktiv mot kliniskt viktiga plasmidmedierade betalaktamaser som ofta är ansvariga för överfört läkemedelsresistens mot penicilliner och cefalosporiner.

## Framställning
Klavulansyra framställs genom fermentering av Streptomyces clavuligerus.